# 哈巴罗夫斯克尼古拉·穆拉维约夫-阿穆尔斯基像
尼古拉·尼古拉耶维奇·穆拉维约夫-阿穆尔斯基像（羅馬化：Pamyatnik Nikolayu Nikolaevichu Muravyovu-Amurskomu）位于哈巴罗夫斯克（伯力）市中心、哈巴罗夫斯克悬崖上、黑龙江边的Н·Н·穆拉维约夫-阿穆尔斯基公园。

## 历史
18世纪末，布拉戈维申斯克（海兰泡）市民请愿建立一座尼古拉·尼古拉耶维奇·穆拉维约夫-阿穆尔斯基的纪念碑，以纪念其侵略中国东北，发动对华战争的“丰功伟绩”。到1890年，在全俄范围内的筹款活动已筹到六万两千卢布。阿穆尔边疆区总督安德烈·尼古拉耶维奇·科尔夫建议将纪念碑建在哈巴罗夫斯克。1887年始建，1890年完工。次年开放，当时的皇储，后来的沙皇尼古拉二世出席了开幕式。Н·Н·穆拉维约夫-阿穆尔斯基站在基座上，目光指向中国。该纪念碑是沙俄时期最大的纪念碑，高16米。纪念碑上有五块牌子，上面刻了侵华“有功”的俄军官和军人名单。
1925年，远东革命委员会决定拆除这座纪念碑，命令中形容这座纪念碑“无论是从历史角度还是艺术方面都毫无意义”，同时还拆除了纪录有侵华军官军人名单的牌子，在原址的基座上竖立了列宁像。1983年，在原处更换为纪念俄国探险家的罗迪亚船的纪念碑。1992年，重建了穆拉维约夫-阿穆尔斯基像。

## 文化
2006年起发行的5000卢布面额钞票正面印有这座纪念碑，背景是哈巴罗夫斯克悬崖和黑龙江堤，背面则描绘了哈巴罗夫斯克的跨黑龙江大桥。

## 铭文[a]
|  | 纪念碑由同胞捐款建造，在东西伯利亚和帝国其他地区以最高权限收集。1888年10月28日奠基，1891年5月31日开放。君主继承人、王储和大公尼古拉·亚历山德罗维奇殿下出席。样式依奥佩库申院士的模型制造，现场工作由阿穆尔距离军事工程师亚历山德罗夫上校所负责。 П·К·波什马克、П·Ф·加夫里洛夫、Д·И·奥尔洛夫、Н·М·奇哈乔夫、Г·Д·拉兹格拉德斯基、А·И·彼得罗夫、А·И·沃罗宁、А·П·谢苗诺夫、Е·Г·奥尔洛夫、А·В·巴奇马诺夫、Н·В·布谢、Н·В·鲁达诺夫斯基、Н·И·沙雷波夫、加夫里尔·韦尼亚米诺夫、别列津、萨马林、包罗夫等人士随二等上尉根纳季·伊万诺维奇·涅韦尔斯科伊于1849年至1853年间参与占领黑龙江河口。 М·С·科尔萨科夫、М·С·卡扎克维奇、Н·Д·斯维尔别耶夫、А·И·比比科夫、К·О·姆罗温斯基、О·Ф·列因、Я·И·库普列扬诺夫、А·С·斯基布涅夫、Г·Д·斯科别尔钦、Н·И·安诺索夫、К·Н·巴克舍耶夫、Н·А·冯·格连、А·В·卡萨特金、А·А·纳济莫夫、А·Н·乌沙科夫、А·В·奥博连斯基、А·Н·谢斯拉温、А·Е·延加雷切夫、М·С·沃尔孔斯基、韦里赫、А·М·林登、П·П·叶戈罗夫、Л·И·冯·施连科、К·И·马克西莫维奇、Р·К·马克、格尔斯费尔德、罗日科夫、宗德加根、科切托夫、叶卡捷琳娜·尼古拉耶芙娜·穆拉维约娃等人士随总督副将尼古拉·尼古拉耶维奇·穆拉维约夫于1854年和1855年间参加了前两次黑龙江探险。 Е·К·比尤措夫、В·Д·卡尔波夫、П·Н·佩罗夫斯基、К·Ф·布多戈斯基、М·П·韦纽科夫、В·Е·亚济科夫、Я·П·希什马廖夫、亚历山大·西济赫等人士随副将尼古拉·尼古拉耶维奇·穆拉维约夫和因诺肯季主教在1858年5月16日参与了瑷珲条约的缔结。В·В·瓦加诺夫在蒙古在黑龙江右岸侦查时被杀。 奥布留霍夫、亚济科夫、纳济莫夫、涅维尔斯科伊、加夫里洛夫、苏谢夫、里姆斯基-科尔萨科夫、克林科夫斯特廖姆和加夫里洛夫，部分外贝加尔哥萨克军和线性外贝加尔炮兵旅、堪察加海军第46团船只运输船“贝加尔”、“鄂霍次克”和“额尔齐斯”、轻型护卫舰“奥利武察”和双桅纵帆船“东方”，俄美公司船“尼古拉”、小船“康斯坦丁”及600名农民定居者在М·С·沃尔孔斯基亲王的指挥下参与了1849年第一次黑龙江研究和探险。 |

## 图集

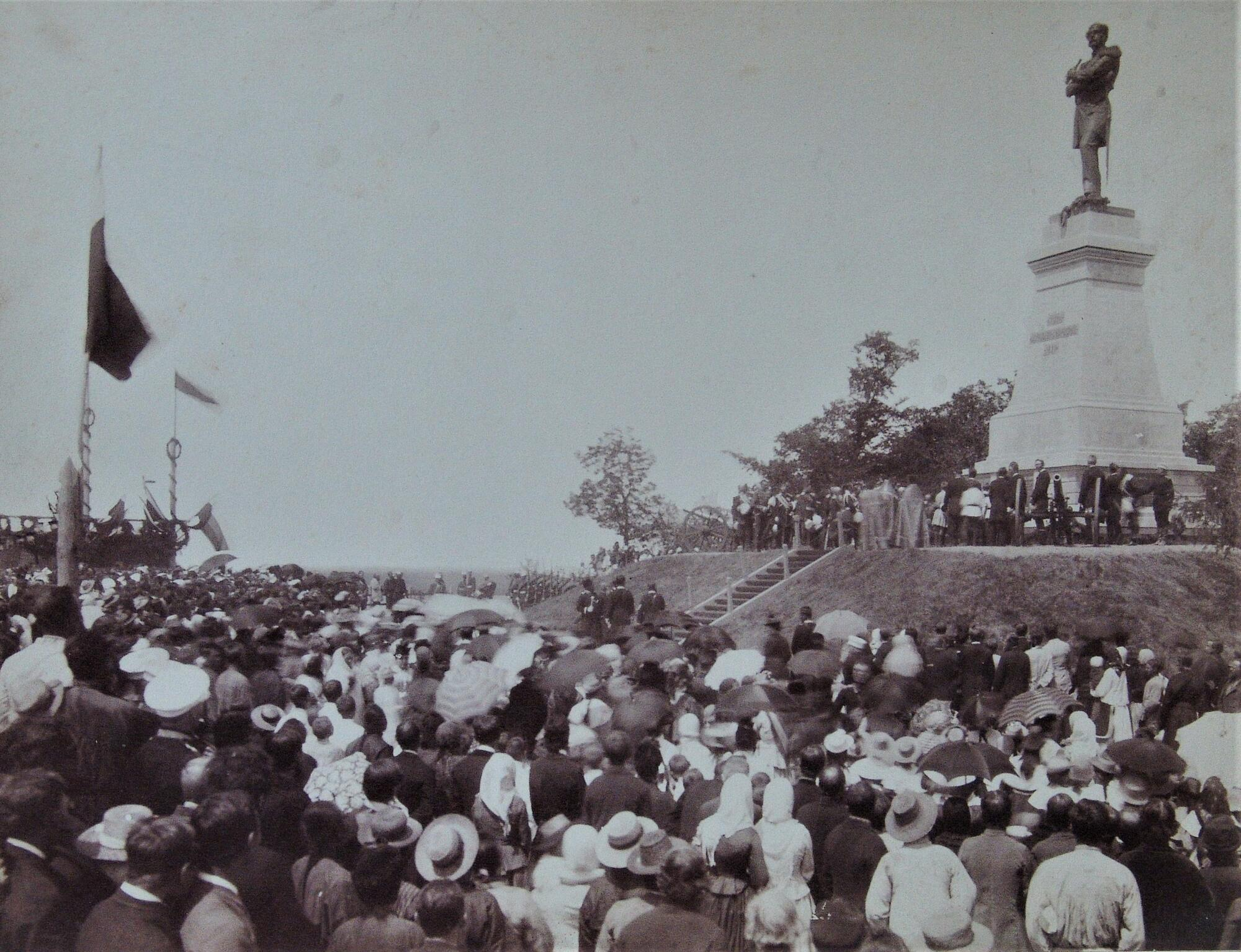
1891年纪念碑开幕式
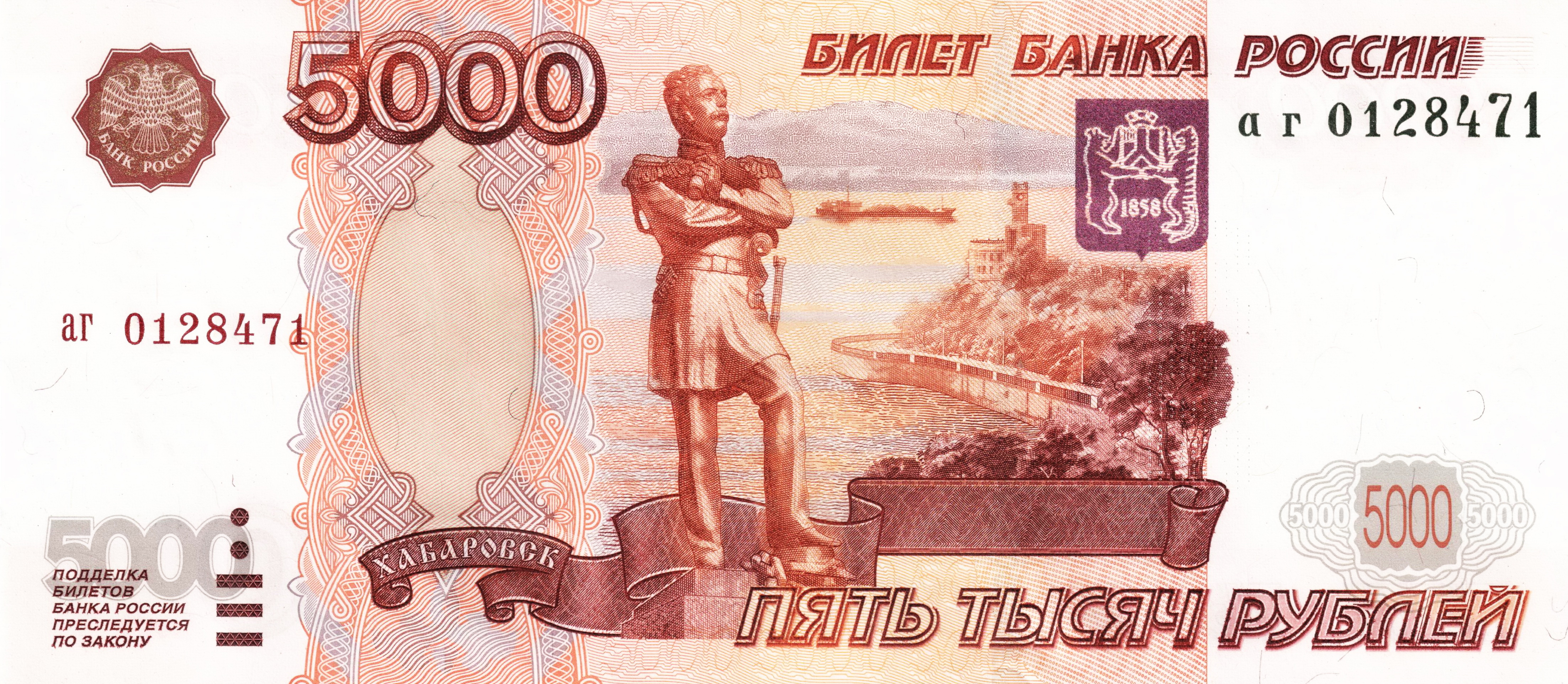
5000卢布正面
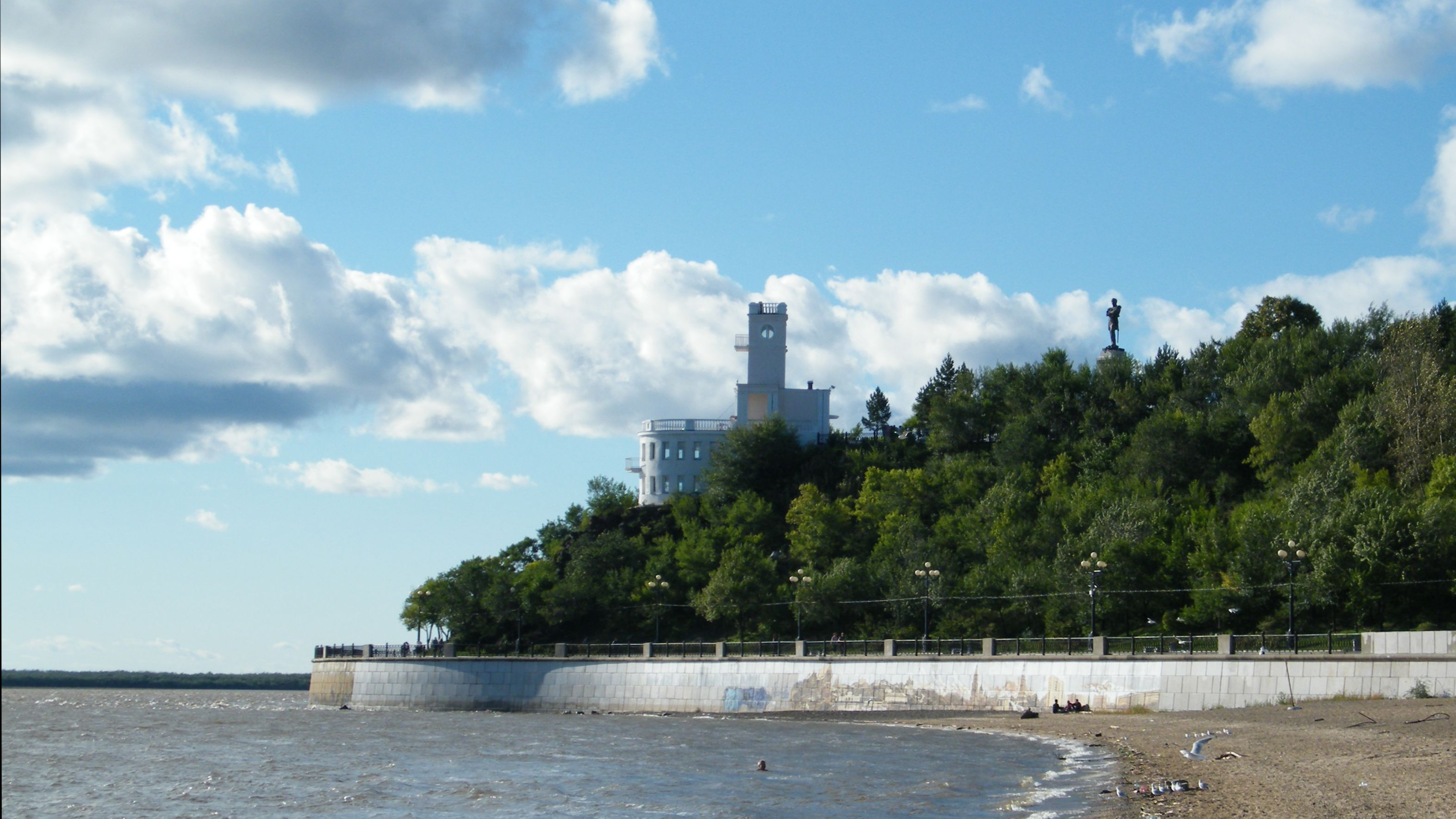
哈巴罗夫斯克悬崖及其上的纪念碑